# Liste der Monuments historiques in Durtal
Die Liste der Monuments historiques in Durtal führt die Monuments historiques in der französischen Gemeinde Durtal auf.

## Liste der Bauwerke
| Bezeichnung                  | Beschreibung                              | Standort | Kennzeichnung | Schutzstatus | Datum | Bild           |
| ---------------------------- | ----------------------------------------- | -------- | ------------- | ------------ | ----- | -------------- |
| Manoir de Serrain            | Herrenhaus, erbaut im 17./18. Jahrhundert | (Lage)   | PA00109093    | Inscrit      | 1985  | weitere Bilder |
| Schloss                      | Erbaut im 17. Jahrhundert                 | (Lage)   | PA00109090    | Classé       | 1900  | weitere Bilder |
| Manoir d'Auvers              | Herrenhaus, erbaut im 14./15. Jahrhundert | (Lage)   | PA00109092    | Inscrit      | 1974  |                |
| Château de la Motte-Grollier | Schloss, erbaut ab dem 17. Jahrhundert    | (Lage)   | PA00109433    | Inscrit      | 1991  |                |
| Château-Bosset               | Schloss, erbaut im 15. Jahrhundert        | (Lage)   | PA00109091    | Inscrit      | 1987  | weitere Bilder |